# Cambarus reburrus
Cambarus reburrus är en kräftdjursart som beskrevs av Prins 1968. Cambarus reburrus ingår i släktet Cambarus och familjen Cambaridae. IUCN kategoriserar arten globalt som livskraftig. Inga underarter finns listade i Catalogue of Life.